# 萊克鎮區 (愛荷華州洪堡縣)
萊克鎮區（英語：Lake Township）是位於美國愛荷華州洪堡縣的一個行政鎮區。

## 地方資料
根據2010年美國人口普查的數據，萊克鎮區的面積為95.00平方千米，當中陸地面積為95.00平方千米，而水域面積為0.00平方千米。當地共有人口290人，而人口密度為每平方千米3.05人。